# Malice in the Palace
Malice in the Palace é um filme estadunidense curta-metragem de 1949, dirigido por Jules White. É o 117º filme de um total de 190 da série com os Três Patetas produzida pela Columbia Pictures entre 1934 e 1959.

## Enredo
Os Três Patetas são garçons do Café Casbah Bah (um restaurante do Oriente Médio) e recebem como clientes os bandidos Hassan Ben Sober ("Já fui sóbrio", segundo a dublagem brasileira, interpretado por Vernon Dent) e Gin-A Rummy (George J. Lewis). A dupla planeja roubar a tumba do faraó Rootentooten, onde se encontra um valioso diamante, mas o Emir de Schmow (chamado pela dublagem brasileira de Xuxu El Salame, interpretado por Johnny Kascier) chega na frente e pega a jóia. Os bandidos desistem do plano mas os Três Patetas decidem recuperar o diamante e com isso pedirem uma recompensa ao governo.
Os Três Patetas chegam ao palácio do Emir, disfarçados de Papai Noel. Depois de muita confusão e perseguição por um guarda negro gigante com uma imensa espada, os Patetas recuperam o diamante e escapam do palácio.

## Curly Howard
De acordo com o The Three Stooges Journal ("Diário dos Três Patetas"), uma parte do roteiro estava escrita para Curly. Contudo, suas cenas foram cortadas e Larry assumiu o papel que era o do chefe da cozinha. Se Curly aparecesse, essa seria a segunda vez — após Hold That Lion! — em que os quatro Patetas originais estariam presentes num mesmo filme. Curly não pôde trabalhar mais pois sua saúde piorou e ele veio a falecer em 1952.